# Обнимая Тревора
«Обнимая Тревора» (англ. Holding Trevor) — американская гей-драма 2008 года. Сценарий к фильму написал Брент Горски, он же исполнил в нём главную роль.

## Сюжет
Гомосексуал Тревор находится в тупике: он совсем запутался в нездоровых отношениях с любовником-наркоманом Дарреллом и ему надоела низкооплачиваемая неинтересная работа. Да ещё вконец наскучили его бывшие соседи: подруга Энди и певец Джейк. Навещая Даррелла в больнице, попавшего туда после очередной передозировки наркотиков, Тревор знакомится с амбициозным интерном-практикантом по имени Эфрам. После того, как они вдвоем проводят романтический вечер, Тревор решает кое-что поменять в своей жизни: окончательно разорвать все отношения с Дарреллом и помириться с Джейком и Энди. И вот все только начало налаживаться, как приходит известие, что Энди ВИЧ-инфицирована. А чуть позже происходит неприятный разговор на повышенных тонах Тревора с Дарреллом, свидетелями которого становятся все, кто присутствовал на вечеринке. Даррелл вскоре умирает от очередной передозировки. Тревору об этом сообщает Эфрам, который пытается его утешить и взбодрить. Эфраму предложили новую и перспективную работу в Нью-Йорке, он признается Тревору в любви и предлагает поехать с ним. Энди, только что оправившаяся от шокирующего известия, умоляет Тревора не уезжать. Тревору предстоит сделать сложный выбор: устраивать свою собственную жизнь с любимым человеком или остаться с близким и дорогим другом, протянув ему руку помощи, в которой он так нуждается.

## В ролях
- Брент Горски — Тревор Холден
- Джей Брэннан — Джейк
- Мелисса Сиринг — Энди
- Кристофер Уилли — Даррелл
- Эли Крански— Эфрам

## Саундтрек
В фильме звучат следующие музыкальные композиции:
- «Suburbia Floating»
- «Dark Delay»
- «Dirty Numbers»
- «Envelope Marked X»
- «Bypassed»
- «Stop»
- «Athletico»
- «Spanish Rumba»
- «Bolero del Sol»
- «Red Queen»
- «Beautiful Lies»
- «Running from the Sum»
- «Lower My Gun»
- «Far Too Deep»
- «Rewind»

Джей Брэннан исполняет в фильме собственную песню «Lower My Gun»